# Благо (экономика)
Бла́го (англ. good) — всё, что способно удовлетворять потребности людей, приносить пользу.
Способность блага удовлетворять потребности называется полезностью. Иногда в экономике оперируют противоположным понятием — «антиблагом» (англ. bad), приносящим отрицательную полезность (англ. disutility), неудовлетворенность. Примером может служить рабочее время, тогда как благом является время отдыха. С математической точки зрения между ними нет существенной разницы, так как антиблага можно моделировать, меняя знак на противоположный. Например, рабочее время можно представить как разность между продолжительностью рабочего дня и временем отдыха. Если благо создано для обмена, то его обычно называют товаром.

## Общая характеристика
В экономической теории предмет признается благом при совпадении следующих условий:
- существуют потребности в предмете;
- свойства предмета таковы, что предмет может удовлетворить эти потребности;

Понятие блага в экономике не является моральной характеристикой (добро и зло). Оно лишь отсылает к способности удовлетворять некоторые потребности или вызывать неудовлетворенность. Под благом может подразумеваться и нечто приносящее объективный вред. Например, сигареты или алкоголь могут приносить субъективную пользу и объективный вред. Экономика концентрируется на субъективных характеристиках благ.

## Основания классификаций благ
Блага могут различаться по целому ряду характеристик. Например, по физическим характеристикам (вода, бумага, смартфон). Другие основания классификации приведены ниже.

### По степени доступности
В зависимости от степени доступности блага принято подразделять на даровые и редкие, или экономические. Даровые блага доступны в любом количестве, которое требуется для удовлетворения потребностей людей. Редкие блага ограничены, и поэтому возникает конкуренция за них. Одно и то же благо может переходить из одной категории в другую. Например, питьевая вода является даровым благом, однако при ухудшении экологической ситуации ее количество может стать ограниченным, и тогда потребителям придется платить за доступ к ней.

### По назначению
Как даровые, так и редкие блага могут как служить для непосредственного удовлетворения потребностей людей, так и выступать в качестве факторов при производстве других благ. В первом случае блага входят в состав конечного потребления. Во втором случае они являются составной частью производства. При этом факторы могут играть различную роль в производстве. Например, капитал является первичным фактором производства, а сырье и материалы промежуточными. Такое различение важно при построении экономических моделей. Например, при расчете ВВП потребление промежуточных факторов производства исключается из общей величины выпуска в экономике для устранения двойного счета.

### По конкурентности
Блага могут быть конкурентными и неконкурентными при потреблении. Полезность конкурентных благ для агента снижается, если ими одновременно пользуется другой агент. Неконкурентные блага могут потребляться без помех, их полезность для других агентов остается той же самой. Примером конкурентного блага может служить автомобиль, а примером неконкурентного — источник воды, если она пригодна для питья и имеется в достаточном количестве.

### По исключаемости
Благо может быть исключаемым, если один агент может запретить другому пользоваться этим благом. Запрет может носить как неформальный, так и формальный (на уровне законодательства) характер. Примером могут служить общественно доступные и платные дороги. Первые доступны для всех, вторые лишь за плату ограниченному кругу лиц. Следует отметить, что может не существовать никакого разумного механизма ограничения. Например, река не может быть перегорожена на всем ее протяжении, а значит, невозможно ограничить доступ к ней.

### Совместная классификация по конкурентности и исключаемости
Если использовать конкурентность и исключаемость в качестве классифицирующих признаков одновременно, то тогда все блага можно разделить на четыре категории:
|               | Неконкурентные                                                                                   | Конкурентные                                 |
| ------------- | ------------------------------------------------------------------------------------------------ | -------------------------------------------- |
| Неисключаемые | Общественное благо безопасность, общедоступные дороги, лестничное освещение, эфирное телевидение | Ресурс общего доступа пресная вода, лес      |
| Исключаемые   | Клубное благо патент, платные дороги, платное телевидение                                        | Частное благо телевизор, автомобиль, телефон |

Общественные блага делятся на чистые общественные (государственная оборона, эфирное телевидение) и перегружаемые общественные (дорога). Перегруженное общественное благо приобретает черты ресурса общего доступа.

### По степени однородности
Блага могут быть однородными (гомогенными, недифференцированными) и неоднородными (гетерогенными, дифференцированными). Однородные блага идентичны с точки зрения потребителей, различия в их потребительских свойствах не являются существенными. Однородным товаром может служить сельскохозяйственная продукция. Например, сахар, полученный из сахарной свеклы и поставляемый на оптовый рынок, является однородным товаром. Неоднородность может возникать как в силу объективных, так и в силу субъективных причин. Объективно дифференциация блага может быть связана с его местонахождением или потребительскими свойствами. Например, сахар из свеклы и сахар из тростника — дифференцированы по потребительским свойствам. С субъективной точки зрения дифференциация может быть связана с лояльностью потребителя торговой марке, хотя сам товар может по своим свойствам почти не отличаться.

### По времени получения
благо, которое можно получить сегодня, обычно ценится выше, чем благо, которое можно получить в будущем. Если полезность одного и то же количества или набора благ зависит от времени, то соотношение полезностей таких наборов благ называется субъективным фактором дисконтирования.

### В зависимости от дохода
Блага можно подразделить на ценные и малоценные в зависимости от того, как меняется спрос на них при изменении дохода потребителя. С увеличением дохода спрос на ценные блага растет, а на малоценные снижается.

### В зависимости от цены
Как правило, при росте цены спрос на благо снижается, а при снижении цены возрастает — так называемое нормальное благо. Эта зависимость называется законом спроса и справедлива для компенсированного спроса (см. хиксианский спрос). Для некомпенсированного (маршалловского спроса) эта зависимость может не выполняться при определенном соотношении эффектов дохода и замещения. Если при росте цены эффект дохода оказывается сильнее, чем эффект замещения, то спрос может вырасти. Такой гипотетический товар называется товаром Гиффена. Из уравнения Слуцкого следует, что товар Гиффена всегда является малоценным благом.

### По сочетаемости
Если совместное потребление двух или более благ является для агента более предпочтительным, чем потребление каждого из них по отдельности, то такие товары называются комплементарными. Примером может служить любой товар и расходные материалы к нему: станок для бритья и лезвия, принтер и картридж, автомобиль и топливо.
Если блага схожи по потребительским характеристикам и могут заменять друг друга в потреблении, то они называются субститутами.

### По доступности информации
Блага могут обладать ненаблюдаемыми (скрытыми) свойствами, и потребителю может быть сложно оценивать их полезность. Информация о благах может стать доступной потребителю в разные моменты времени. По степени доступности информации различают блага, информация о которых:
- доступна до получения блага (в момент принятия решения о выборе);
- становится доступной в процессе потребления;
- остается недоступной даже в процессе потребления.

Если информация в данный момент времени недоступна потребителю, то благо имеет скрытые свойства. В этом случае говорят об асимметрии информации. Асимметрично распределена информация о любых товарах, если для оценки их потребительских свойств требуются опыт использования, специальные знания, оборудование или методы сбора информации. Примером могут служить технические сложные товары, свойства которых становятся понятны в процессе потребления (электроника, автомобили и т. п.). Медицинские услуги, произведения искусства являются примером благ, свойства которых могут оставаться скрытыми даже в процессе потребления.
Классическим примером того, как информационная асимметрия влияет на поведение экономических агентов является рынок лимонов Акерлофа.

## Теория потребительского выбора
В микроэкономике множество всех благ, которые в принципе доступны потребителю, описывается с помощью множества допустимых альтернатив. При этом в силу ограниченности дохода фактически потребителю может быть доступна лишь часть этого множества (см. бюджетное множество и бюджетное ограничение).
Потребитель может обладать некоторыми предпочтениями относительно наборов благ. Проблема выбора оптимальной с точки зрения потребителя комбинации благ при заданном бюджетном ограничении решается в рамках задачи потребителя.

## Теория поведения фирмы
Если речь идет о благах, используемых в производстве (факторах производства), то субъектом принятия решения является фирма. Множество комбинаций факторов производства и соответствующего им уровня выпуска называется технологическим множеством. Каждая такая комбинация называется производственным планом. Проблема выбора оптимального с точки зрения фирмы производственного плана решается в рамках задачи фирмы.